# سیمونه جیانلی
سیمونه جیانلی (متولد ۹ اوت ۱۹۹۶ در بولتسانو) بازیکن ایتالیایی والیبال عضو تیم ملی والیبال مردان ایتالیا و باشگاه پروجا است. جیانلی در سال ۲۰۱۵ به تیم ملی ایتالیا دعوت شد. وی در نقش پاسور دارنده مدال نقره جام جهانی ۲۰۱۵ و همچنین دارنده مدال برنز قهرمانی اروپا ۲۰۱۵ و مدال طلای قهرمانی والیبال مردان اروپا ۲۰۲۱ و قهرمانی جهانی والیبال مردان ۲۰۲۲ از فدراسیون بین‌المللی والیبال می‌باشد.

## فعالیت حرفه‌ای
او با کسب جایزه باارزش‌ترین بازیکن فینال در لیگ والیبال ایتالیا ۲۰۱۴–۲۰۱۵ که توسط تیمش در دیدار مقابل مودنا والی به دست آمد، خود را یک ستاره آینده‌نگر در والیبال نشان داده بود. او با وجود رقابت با بازیکنانی مانند دراگان تراویتسا، میکله بارانوویچ و مارکو فالاسکی، روند صعودی خود را با کسب رتبه ۷ ابتدایی در تیم ملی دنبال کرد.